# Zdzisława Kobylińska
Zdzisława Marianna Kobylińska (ur. 7 września 1965 w Dobrym Mieście) – polska filozof, etyk, nauczyciel akademicki, publicystka i polityk, posłanka na Sejm III kadencji.

## Życiorys

### Wykształcenie, działalność zawodowa i społeczna
Absolwentka Katolickiego Uniwersytetu Lubelskiego, magisterium uzyskała w 1989 na podstawie pracy pt. Analiza filozoficzna artykułu Utrum prudentia sit virtus specialis est (Sancti Thomas Aquinatis, Summa Theologiae II–II, q. 47, a. 5), której promotorem był Mieczysław Krąpiec. Odbyła studia doktoranckie na Papieskim Uniwersytecie Laterańskim w Rzymie (1989–1992), gdzie obroniła doktorat w zakresie filozofii (w oparciu o rozprawę pt. Il concetto dell'educazione morale nell'insegnamento di Jacek Woroniecki napisanej pod kierunkiem Horsta Seidla). W 2014 na Uniwersytecie Papieskim Jana Pawła II w Krakowie otrzymała stopień doktora habilitowanego nauk humanistycznych w zakresie filozofii. Kształciła się również m.in. w watykańskiej Scuola di Biblioteconomia i podyplomowej szkole dziennikarskiej na KUL.
Była pracownikiem naukowo-dydaktycznym na Wydziale Nauk Społecznych Katolickiego Uniwersytetu Lubelskiego oraz w Akademii Teologii Katolickiej w Warszawie. Wykładała również w Instytucie Kultury Chrześcijańskiej w Olsztynie. W połowie lat 90. pracowała naukowo we Włoszech, później została nauczycielem akademickim w Wyższej Szkole Pedagogicznej w Olsztynie i następnie na Uniwersytecie Warmińsko-Mazurskim w Olsztynie w Katedrze Aksjologicznych Podstaw Edukacji na Wydziale Nauk Społecznych.
W pracy naukowej zajęła się zagadnieniami m.in. z zakresu aksjologii, etyki ogólnej i etyki wychowawczej oraz antropologii filozoficznej. Wyróżniana nagrodami uczelnianymi w tym „Złotym Laurem”.
Zajęła się również działalnością oświatową, zakładając w 2008 niepubliczną placówkę przedszkolną.
Została członkinią Stowarzyszenia Dziennikarzy Polskich oraz przewodniczącą sekcji nauk społecznych Towarzystwa Naukowego Franciszka Salezego. Weszła także w skład rady naukowej Instytutu na rzecz Kultury Prawnej Ordo Iuris.

### Działalność polityczna
W wyborach w 1997 uzyskała mandat posłanki na Sejm III kadencji. Została wybrana w okręgu suwalskim z listy Akcji Wyborczej Solidarność. W latach 1998–2001 był wiceprzewodniczącą rady politycznej Stronnictwa Konserwatywno-Ludowego. W parlamencie była m.in. sekretarzem Sejmu, wiceprzewodniczącą parlamentarnej grupy bilateralnej polsko-włoskiej, członkinią Komisji Obrony Narodowej oraz Komisji Łączności z Polakami za Granicą.
W 2001 przeszła z SKL do Przymierza Prawicy. Jako jego działaczka zasiadła w klubie parlamentarnym Prawa i Sprawiedliwości, z listy tej partii bezskutecznie ubiegała się o poselską reelekcję. Weszła w skład Olsztyńskiego Społecznego Komitetu Poparcia Jarosława Kaczyńskiego w przedterminowych wyborach prezydenckich w 2010. W wyborach w 2014 jako kandydatka Prawicy Rzeczypospolitej bez powodzenia kandydowała do Parlamentu Europejskiego z listy PiS. W 2018 uzyskała mandat radnej Dobrego Miasta. Z listy Prawa i Sprawiedliwości wystartowała do Sejmu w wyborach w 2023.

## Publikacje
Jest autorką artykułów naukowych oraz autorką, redaktorką i tłumaczką publikacji książkowych, m.in.:
- Il concetto dell'educazione morale dell'uomo nell'insegnamento di Padre Jacek Woroniecki, Rzym 1992,
- Dziennikarski etos. Z wybranych zagadnień deontologii dziennikarskiej (red.), Olsztyn 1996,
- Luigi Sturzo, Wybór myśli o polityce (tłum.), Olsztyn 1997,
- Politica come servizio. Considerazioni sul pensiero politico-sociale di Luigi Sturzo, Olsztyn 2011,
- Pod prąd poprawności politycznej, Stalowa Wola 2012,
- Polityka. Jak z nią żyć?, Olsztyn 2012,
- Umoralnić życie publiczne. Luigiego Sturza doktryna społeczno-polityczna, Olsztyn 2012.